# Lac de la Vogealle
Le lac de la Vogealle est un lac de France situé dans les Alpes, en Haute-Savoie, sur la commune de Sixt-Fer-à-Cheval. Il est dominé par les Dents Blanches, non loin du cirque du Fer-à-Cheval, à 2001 mètres d'altitude. Sa superficie est variable selon la saison.
Il est situé sur l'itinéraire du sentier de grande randonnée de pays Tour des Dents Blanches.